# Lycée Sophie-Germain
Lycée Sophie-Germain je střední škola (gymnázium) v Paříži. Sídlí ve 4. obvodu na adrese 9, Rue de Jouy ve čtvrti Marais. Jedná se o původní internát lycea Charlemagne. Škola je pojmenována na počest Sophie Germainové (1776–1831), francouzské matematičky, fyzičky a filozofky. Na škole studuje zhruba 1000 studentů.

## Historie
Škola sídlí v bývalém paláci Fourcy. V roce 1858 byl palác přeměněn na penzion Harent, ve kterém byli ubytováni studenti z lycea Charlemagne. V roce 1880 byly prostory přiděleny ženské základní škole, první v Paříži, a město Paříž koupilo budovu v roce 1882, od kdy je datováno založení školy. V roce 1888 byla škola pojmenována po Sophii Germainové. Zpočátku se jednalo o dívčí pobočku nedalekého Lycée Charlemagne, která se v 70. letech osamostatnila.